# Arystydes Sprawiedliwy
Arystydes, stgr. Ἀριστείδης (Aristeídēs) (ur. ok. 530 p.n.e. w Atenach, zm. ok. 467 p.n.e.) – ateński polityk i dowódca wojskowy, nazywany Sprawiedliwym.

## Kariera polityczna i wojskowa
Brał udział w bitwie pod Maratonem w 490 p.n.e. jako jeden z dziesięciu strategów, w roku następnym został wybrany archontem-eponimem. Wysunął się wówczas na czoło umiarkowanych demokratów, głównie średniozamożnych chłopów. Kiedy Ateńczycy odkryli nowe żyły srebra w górach Laurion, rozgorzała walka polityczna o to, jak wydatkować wpływy z eksploatacji złóż. Arystydes przeciwstawiał się polityce Temistoklesa, który głosił konieczność budowy wielkiej floty do obrony przed Persami. Arystydes był zwolennikiem prowadzenia wojny z Persją na lądzie i proponował podział wpływów między obywateli, świadomy również tego, że skutkiem realizacji projektu Temistoklesa byłoby zwiększenie politycznej roli warstwy najuboższej (tetów), z której wywodziły się załogi okrętów wojennych. Zwyciężył jednak wniosek Temistoklesa. 

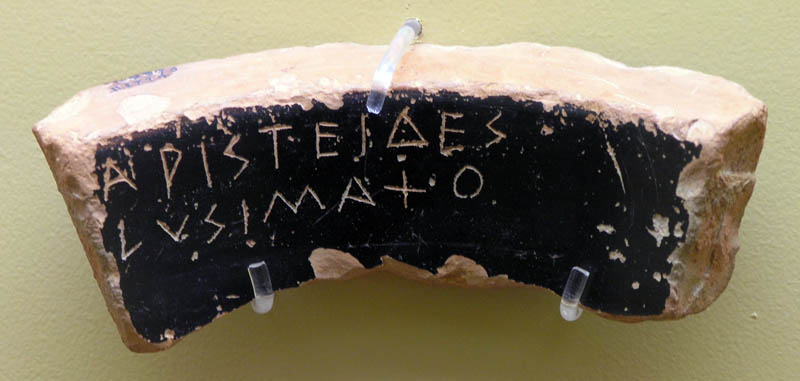
Ostrakon z imieniem Arystydesa

Temistokles doprowadził w 483 p.n.e. lub 482 p.n.e. do wygnania Arystydesa przez ostracyzm. Zgodnie z tym prawem Arystydes opuścił Ateny i udał się na pobliską wyspę Eginę. Miał pozostawać na zesłaniu dziesięć lat. Dwa lata później jednak w obliczu zagrożenia perskiego został wezwany do powrotu. Wybrany przez Ateńczyków jednym z wodzów, sprawował to stanowisko razem ze swoim dawnym wrogiem Temistoklesem.
W czasie wojen perskich brał udział w bitwie pod Salaminą w 480 p.n.e. oraz dowodził oddziałem ateńskim w bitwie pod Platejami w 479 p.n.e. Doprowadził do złagodzenia konfliktu Aten z Pauzaniaszem i Spartą oraz pozyskania przez Ateny sprzymierzeńców do walki z Persją. W 478 p.n.e. stanął na czele armii ateńskiej, która wyzwoliła Bizancjum i większą część Cypru. Odegrał wybitną rolę w zawiązaniu pierwszego Ateńskiego Związku Morskiego (Symmachii Delijskiej) w 478-477 p.n.e., sojuszu greckich miast-państw występujących w latach 478-447 p.n.e. wspólnie przeciw Persom i tworzącym arche ateńską. Jemu to powierzono funkcję skarbnika Związku oraz zadanie wyznaczenia wysokości stałych opłat od miast związkowych. Z uwagi na uczciwość w stosunkach z państwami greckimi, czystą grę w dyplomacji oraz uczciwe ustalenie wysokości corocznego trybutu od państw członkowskich Związku uzyskał sobie przydomek Sprawiedliwego.
Arystydes umarł jako człowiek ubogi podczas podróży inspekcyjnej nad Morze Czarne (nie chciał zdobywać majątku przez nadużywanie stanowiska). Pochowany został uroczyście na koszt państwa. Ateny, w uznaniu jego zasług, wyposażyły jego córki.

## Anegdoty
Arystydes w oczach Ateńczyków już za swojego życia uchodził za wzór uczciwości:
- Uczciwy Arystydes miał na prośbę nieznającego go obywatela-analfabety wpisać swe imię na glinianej skorupce (ostrakon), skazującej go na wygnanie.
- Kiedy podczas wykonania tragedii Ajschylosa „Siedmiu przeciw Tebom” ze sceny padły słowa o prawości i roztropności jednego z bohaterów, Amfiaraosa, oczy widowni skierowały się na miejsce, gdzie siedział Arystydes.

## W opinii starożytnych pisarzy
- Poznawszy jego charakter, jestem przekonany, że był najlepszym i najsprawiedliwszym mężem w Atenach. (Herodot, „Dzieje”);
- Arystydes odznaczał się prawością do tego stopnia, że był jedynym – jak daleko może sięgnąć pamięć ludzka – o którym wiemy, że nazwano go Sprawiedliwym. (Nepos, „Żywoty wybitnych mężów”).